# Prinia striata
Prinia striata (принія китайська) — вид горобцеподібних птахів родини родини тамікових (Cisticolidae). Мешкає в Китаї, М'янмі і на Тайвані. Раніше вважалася конспецифічною з гірською принією (Prinia crinigera).

## Підвиди
Виділяють три підвиди:
- P. s. catharia Reichenow, 1908 — Південний і Центральний Китай, М'янма;
- P. s. parumstriata (David, A & Oustalet, 1877) — південно-східне узбережжя Китаю;
- P. s. striata Swinhoe, 1859 — Тайвань.